# Сена встречает Париж (фильм)
«Сена встречает Париж» (фр. La Seine a rencontré Paris) — французский короткометражный документальный фильм нидерландского режиссёра Йориса Ивенса, созданный и вышедший на экраны в 1957 году. В 1958 году на 11-й Каннском кинофестивале фильм был награждён Золотой пальмовой ветвью за короткометражный фильм.

## Содержание
Фильм предваряет следующий эпиграф: «В этом фильме нет актёров. В нём сняты просто мужчины, женщины и дети, влюблённые в Сену». В фильме показаны различные состояния Сены, начиная с бурного потока воды текущей через плотину и до размеренной, широкой глади реки. На реке и вокруг неё показаны различные картины жизни и человеческой деятельности. Предстаёт широкая панорама труда и отдыха, любви, будней Парижа, в этих картинах лирические эпизоды перемежаются с ироничными и трагичными сценами городской жизни. День сменяется ночью, а сумерки утренней зарёй — река покидает столицу Франции и сквозь шлюз покидает город, где разливается до горизонта неся свои воды к морю.

## Съёмочная группа
- Сценарий: Йорис Ивенс. Идея Жоржа Садуля. Стихи Жака Превера
- Режиссёр: Йорис Ивенс
- Оператор: Андре Дюмэтр и Филипп Брэн
- Композитор: Филипп-Жерар
- Монтажёр: Жизель Шезо
- Текст читает: Серж Реджани

## Создание

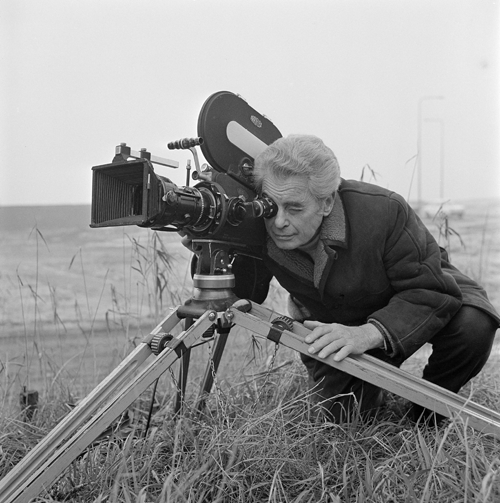
Йорис Ивенс

Общая идея картины принадлежит известному французскому историку кино и критику Жоржу Садулю. Первоначально фильм должен был снимать французский режиссёр Анри Фабиани, видный представитель движения короткометражного фильма — «группы тридцати». Но затем этот проект перешёл к нидерландскому режиссёру Йорису Ивенсу — одному из крупнейших кинодокументалистов XX века. Режиссёр, проживавший во второй половине 1950-х годов в столице Франции, давно мечтал создать фильм о Париже, и когда Садуль предложил ему замысел картины про отношения города и реки, сформировавший её неповторимый облик, то он с удовольствием принял это предложение. По словам режиссёра, он буквально «ухватился» за идею Садуля о фильме про Париж, который Ивенс очень любил. Они вдвоём долго прогуливались по набережной Сены, размышляя о будущем фильме, в процессе чего наметили основную линию картины: «Сена от истоков до дельты, её брак с Парижем, её счастливая и несчастная судьба». В процессе подготовки фильма Садуль и Ивенс составили сценарный план, отобрали будущие места съёмок. В связи с особенностями фильма, съёмки которого должны были происходить при помощи скрытой камеры, были продуманы специальные приёмы и подготовлена соответствующая кинематографическая техника. В этом процессе деятельное участие приняли кинооператоры фильма — Андре Дюмэтр и Филипп Брэн, которые вмонтировали в обыкновенный чемодан портативную камеру с боковым видоискателем, что позволяло вести незаметную для окружающих съёмку из различных положений и мест, включая движущийся автомобиль и катер. В основу фильма был положен художественный принцип, заключающийся в показе правды жизни, что режиссёр объяснял своим стремлением органично соединить «лирическую форму со стилем репортажа». Съёмки фильма проходили весной 1957 года, а после их окончания к созданию картины были привлечены композитор Филипп-Жерар, известный сценарист и поэт Жак Превер, который написал стихотворный дикторский текст и артист Серж Реджани, которому было поручено его прочесть. Монтаж и окончательная работа над фильмом были закончены к осени 1957 года, и тогда же он вышел на экраны.

## Критика
Критика характеризовала фильм в основном положительно. В 1958 году на 11-й Каннском кинофестивале он был награждён Золотой пальмовой ветвью за короткометражный фильм. Однако среди кинематографистов из левого лагеря в отношении Ивенса звучали и отрицательные оценки, в частности в том, что он отошёл от социальной проблематики современности, публицистической остроты и критики действительности. Так, лента показанная на Первом Международном кинофестивале в Лейпциге в 1960 году, вызвала тогда оживлённую полемику, а режиссёр из ГДР Карл Гасс заявил, что этот фильм не сможет претендовать на место в истории документального кино. По его мнению, ленте «Сена встречает Париж» не соответствует политическому моменту, который требует от документалистов «кулачного боя» и противопоставил эту работу антиимпериалистическому фильму Ивенса «Индонезия зовёт», который он снял после окончания Второй мировой войны.
В то же время инициатор создания картины Жорж Садуль, известный своими левыми взглядами отмечал её положительные моменты. Так, он писал, что истинная идея фильма содержится уже в его названии, что в целом можно выразить следующим образом: «встреча города и реки, картины Парижа 1957 года и тех его обитателей, кого столица посылает к Сене». По его мнению в фильме показана многообразная городская жизнь во всех её контрастных проявлениях: «Чтобы страстно любить Париж, с его будничной и интимной жизнью, не помогут ни красивые конверты, ни афиши, столь необходимые туристам. А этот документальный и лирический фильм заставит полюбить наш великий город везде и всюду, где есть человек». Лирическую линию фильма отмечали многие исследователи фильма. Так, советский киновед Леонид Козлов писал, что фильм по своей сути представляет собой «чистейший образец кинолирики», а критик и драматург из ГДР Герман Герлингхауз отмечал его как удачный пример «поэтического документального кино».
По оценке российского киноведа Галины Прожико, фильм Ивенса внешне лишён каких-либо формальных поисков, характерных для периода его создания. Режиссёр в рамках традиционной формы сумел добиться философского взгляда на жизнь, а в области кинематографической техники — плавности и органичности переходов, что в общем позволило режиссёру выстроить свои пристальные наблюдения за жизнью в увлекательную кинематографическую форму. Биограф нидерландского режиссёра Сергей Дробашенко также отмечал, что в картине удалось достичь удивительного единства изображения, музыки и текста: «Это редчайший пример полной слитности, гармонии изобразительной трактовки кадра, монтажа, дикторского комментария, музыки».